# Heinrich Kunstmann (Slawist)
Heinrich Kunstmann (* 4. März 1923 in Regensburg; † 17. Februar 2009 in Prien am Chiemsee) war ein deutscher Slawist und Übersetzer der polnischen zeitgenössischen Literatur sowie Professor an der Ludwig-Maximilians-Universität München.

## Leben
Heinrich Kunstmann studierte Slawistik und wurde 1950 mit einer Dissertation über Präpositionale Lehnkonstruktionen bei Božena Němcová an der Universität Hamburg promoviert. Er beschäftigte sich hauptsächlich mit der Geschichte der deutsch-slawischen Beziehungen im frühen Mittelalter.
Er übersetzte u. a. Theaterstücke von Witold Gombrowicz, Witkacy, Sławomir Mrożek sowie Werke von Zbigniew Herbert und Ireneusz Iredyński und Hörspiele von Michał Tonecki, Janusz Krasiński und Stanisław Lem. Er war mit dem polnischen Schriftsteller Tymoteusz Karpowicz (1921–2005) befreundet und führte über dreißig Jahre lang einen regen Briefverkehr mit ihm.

## Schriften (Auswahl)
- Präpositionale Lehnkonstruktionen bei Božena Němcová. Diss., Universität Hamburg 1950.
- Denkmäler der alttschechischen Literatur von ihren Anfängen bis zur Hussitenbewegung. Deutscher Verlag der Wissenschaften, Berlin 1955.
- Die Nürnberger Universität, Altdorf und Böhmen. Beiträge zur Erforschung der Ostbeziehung deutscher Universitäten. Böhlau Verlag, Köln/Wien 1963.
- Moderne polnische Dramatik. Böhlau Verlag, Köln/Wien 1965.
- Tschechische Erzählkunst im 20. Jahrhundert. Böhlau Verlag, Köln/Wien 1974, ISBN 3-412-04774-0.
- Witold Gombrowicz: Yvonne, die Burgunderprinzessin: überarbeitet 1982. Übersetzt von Heinrich Kunstmann. Fischer Taschenbuch Verlag, Frankfurt am Main 1982, ISBN 3-596-27069-3. 
  - 1983: Hörspielbearbeitung des ORF Oberösterreich unter der Regie von Ferry Bauer als Yvonne, die Prinzessin von Burgund.[2]
- Vorläufige Untersuchungen über den bairischen Bulgarenmord von 631/632. Der Tatbestand. Nachklänge im Nibelungenlied. Verlag Otto Sagner, München 1982, ISBN 3-87690-241-X.
- Beiträge zur Geschichte der Besiedlung Nord- und Mitteldeutschlands mit Balkanslaven. Verlag Otto Sagner 1987, München 1982, ISBN 3-87690-385-8.
- Die Slaven. Ihr Name, ihre Wanderung nach Europa und die Anfänge der russischen Geschichte in historisch-onomastischer Sicht. Franz Steiner Verlag, Stuttgart 1996, ISBN 3-515-06816-3.
- Böhmens Urslaven und ihr troianisches Erbe. Aus der Vorgeschichte der Přemysliden. Kovač, Hamburg 2000, ISBN 3-8300-0102-9.
- Pisma wybrane (ausgewählte Werke). Bearbeitet von Marek Zybura. TAiWPN Universitas, Krakau 2009, ISBN 978-83-242-0956-9.
- Marek Zybura (Hrsg.): Heinrich Kunstmann, Tymoteusz Karpowicz. Listy 1959-1993 (Briefe 1959–1993). Oficyna Wydawnicza Atut, Breslau 2011, ISBN 978-83-7432-577-6.
- 89 Hörspielübersetzungen[3]: Andrzej Mularczyk 1965 Onkel Albert; Anton Hykisch 1969 Geräusche; Antonin Pridal 1968 Alle meine Stimmen, 1969 Die Parzen; Edmund Niziurski 1959 Die Reisenden, 1963 Die Reisenden; Emil Kocis 1970 Ein rätselhafter Zug; Ewa Szumanska 1965 Das Mädchen aus dem Wind, 1965 Eglantine, 1961 Ein absurdes Trio und der Mond; Henryk Bardijewski 1966 Märchen 62; Henryk Vogler 1965 Jemand hat geklingelt; Ireneusz Iredynski 1964 Stille Nacht;  Ivan Bukovcan 1973 Ein positiv erledigtes Gesuch; Jan Weiss 1958 Kosmische Botschaft; Janina Morawska 1960 Die Stadt Santa Cruz; Janusz Krasinski 1964 Die Schallmauer (Verlorener Sonntag), 1966 Tod auf Raten; Janusz Oseka 1961 Pst 17** Pst siebzehn; Jaromir Ptacek 1967 An der Schwelle zur Stille, 1966 Schnecke am Trapez, 1967 Weinen um Herrn Jeremias, 1969 Der Gang meines Todes, 1966 Die Grablegung, 1968 Und wer wollte die Stadt Babylon verlassen, 1964 Schau auf zum schwarzen Himmel; Jaroslaw Abramow-Newerly 1965 Auf der Landstraße; Jerzy Janicki 1961 Ehre seinem Andenken; Jerzy Krzyston 1965 Koralle, 1970 Das Alibi oder Familienspiele, 1966 Genosse N; Jerzy Lutowski 1960 Befreier und Befreite; Joanna Kúlmowa 1970 Das reale Sein; Ján Kákos 1967 Die Mohair-Stola; Karel Tachovsky 1966 Odysseus auf Irrwegen; Karol Sidon 1969 Zyrill; Kazimierz Brandys 1974 Inkarno; Kazimierz Strzalka 1960 Der Irrtum,1961 Spuren im Sand; Krystina Salaburska 1963 Das Aquarium, 1962 Peter; Michael Tonecki 1987 Nero und Dante oder Die Suche nach dem Absoluten, 1968 Die Puppenklinik, 1967 Was ist heute für ein Tag? Freitag, 1966 Der Fünfte zum Bridge, 1964 Gespräche und Schweigen, 1972 Der Mann und das taubstumme Mädchen, 1973 Kleiner Privattick, 1982 Ein Pfau wird erschossen, 1968 Beruhigung, 1973 Bau eines Traumes, 1971 Ich bin der Sohn des Pjotr, ich bin der Sohn des Tomasz, 1968 Frauen morden Männer, 1977 Olaf, 1965 Ich werde zu ihm gehen, 1988 Silberhochzeit, 1970 Sind Sie Ihre Möbel schon leid?, 1970 Rückkehr aus Amsterdam, 1972 Applaus im leeren Raum,1979 Verwandlungen, 1975 Schläfrig aus dem Supermarkt, 1963 Flucht in die Neujahrsnacht; Milan Uhde 1969 Der Trupp, 1967 Die Zeugen, 1968 Der Gasmann; Milos Rejnus 1965 Die Wiederkehr des Ovid; Natasa Tanská 1970 Jeden Donnerstag; Peter Karvas 1970 Die Carlton-Komödie, 1969 Kleine Enquête; Slavomir Mrozek 1961 Der Elefant, 1963 Das Martyrium des Peter Ohey, 1960 Die Polizei; Stanislaw Lem 1961 Existieren Sie eigentlich, Mr. Jones?, 1974 Rückkehr zur Erde; Stefan Kasarda 25.06.1968 Die Zeit Deiner Wiederkehr; Tadeusz Sliwiak 1960 Wasser und Wind; Timoteucz Karpowicz 1964 Wenn jemand klopft, 1971 Der Mann mit der absoluten Nase, 1966 Die vier Nachtwächter, 1972 Meine kleine Messersammlung oder Begräbnis eines Freundes, 1972 Lieferung frei Haus; Urszula Koziol 1975 Die Ausnüchterungszelle; Wladislaw Terlecki 1964 Transport aus Leipzig, 1963 Der hölzerne Revolver, 1963 Reise auf dem Rücken der Nacht; Zbigniew Herbert 1959 Das andere Zimmer, 1960 Die Höhle der Philosophen, 1962 Rekonstruktion eines Dichters, 1964 Die kleine Stadt.